# A-4高速公路 (西班牙)
A-4高速公路（西班牙語：Autovía A-4），又稱南方高速公路（Autovia del Sur），俗稱安達盧西亞公路（Carretera de Andalucía），是一條連接西班牙首都馬德里和南部加的斯的高速公路，全長670.5公里。其中西維爾至加的斯是快速公路。
1992年完工。中間經過科爾多瓦、西維爾等大城市。是歐洲E5公路 的一部份。